# NCSM Winnipeg (FFH 338)
Le NCSM Winnipeg (FFH 338), est une frégate canadienne, le neuvième de la classe Halifax. Il est en service depuis 1996 et assigné à la Force maritime Pacifique, sous le Commandement de la Force maritime du Canada des Forces canadiennes et est basé au port d'Esquimalt, en Colombie-Britannique. Le navire est le deuxième du nom, le partageant avec le NCSM Winnipeg (J337).

## Service
Le NCSM Winnipeg sert principalement dans l'océan Pacifique pour la protection de la souveraineté territoriale du Canada et l'application de la loi dans sa zone économique exclusive.
Winnipeg a participé dans de nombreuses opérations de lutte anti-terrorisme (golfe Persique, golfe arabique), et patrouille régulièrement l'océan pacifique dans le cadre de missions de l'OTAN.